# Wiesław Kielar
Wiesław Kielar (Przeworsk, 1919. augusztus 12. –‎ Wrocław, 1990. június 1.) lengyel író és operatőr.

## Életrajza
Az Auschwitz-Birkenau német koncentrációs tábor első lengyel foglyainak egyike volt (290-es nyilvántartási számmal). Szülővárosában, Jarosławban tartóztatták le 1940 májusának első napjaiban, majd több tucat társával együtt Tarnówban raboskodott. Onnan 1940. június 14-én az első transzporttal Auschwitzba érkezett. Attól a pillanattól kezdve, hogy regisztrálták a táborban, Kielar közel öt éven át dolgozott az auschwitzi komplexum különböző részein ápolóként, hullahordozóként, írnokként, szerelőként, és „öreg” fogoly lévén tömbtisztként. Edward Galińskivel együtt előkészítette a táborból való szökést. Végül lemondott a szökésről Mala Zimetbaum javára, aki Galińskivel együtt szökött meg (Auschwitz úgynevezett „Rómeó és Júliája”). 1944 utolsó hónapjaiban rabszállítóval mélyen Németországba vitték, ahol táborról táborra szállították, de a felszabadulást még megélte.
1946-ban visszatért Lengyelországba, elvégezte a łódźi Leon Schiller Nemzeti Filmiskolát, és operatőrként dolgozott. Wrocławban telepedett le, és haláláig ott maradt feleségével. Egy Auschwitzról szóló novellával debütált. Hírnévre az Anus Mundi (1966) című memoárjaival tett szert, amely őszinte és kíméletlen leírása a láger valóságának, az élet bonyolultságának és az emberi magatartásnak egy embertelen valóságban. Kielarnak a háború előtti időszakról szóló emlékiratai I nasze młode lata (Ifjú éveink) címmel később jelentek meg. Ez az egyik legérdekesebb beszámoló az 1930-as évek Jarosławban zajló mindennapi életéről. A Válogatott művek kiadása tartalmaz egy harmadik, Kielar halála után megjelent kötetet is, amelyben a szerző a háború utáni életét írja le.

## Témái

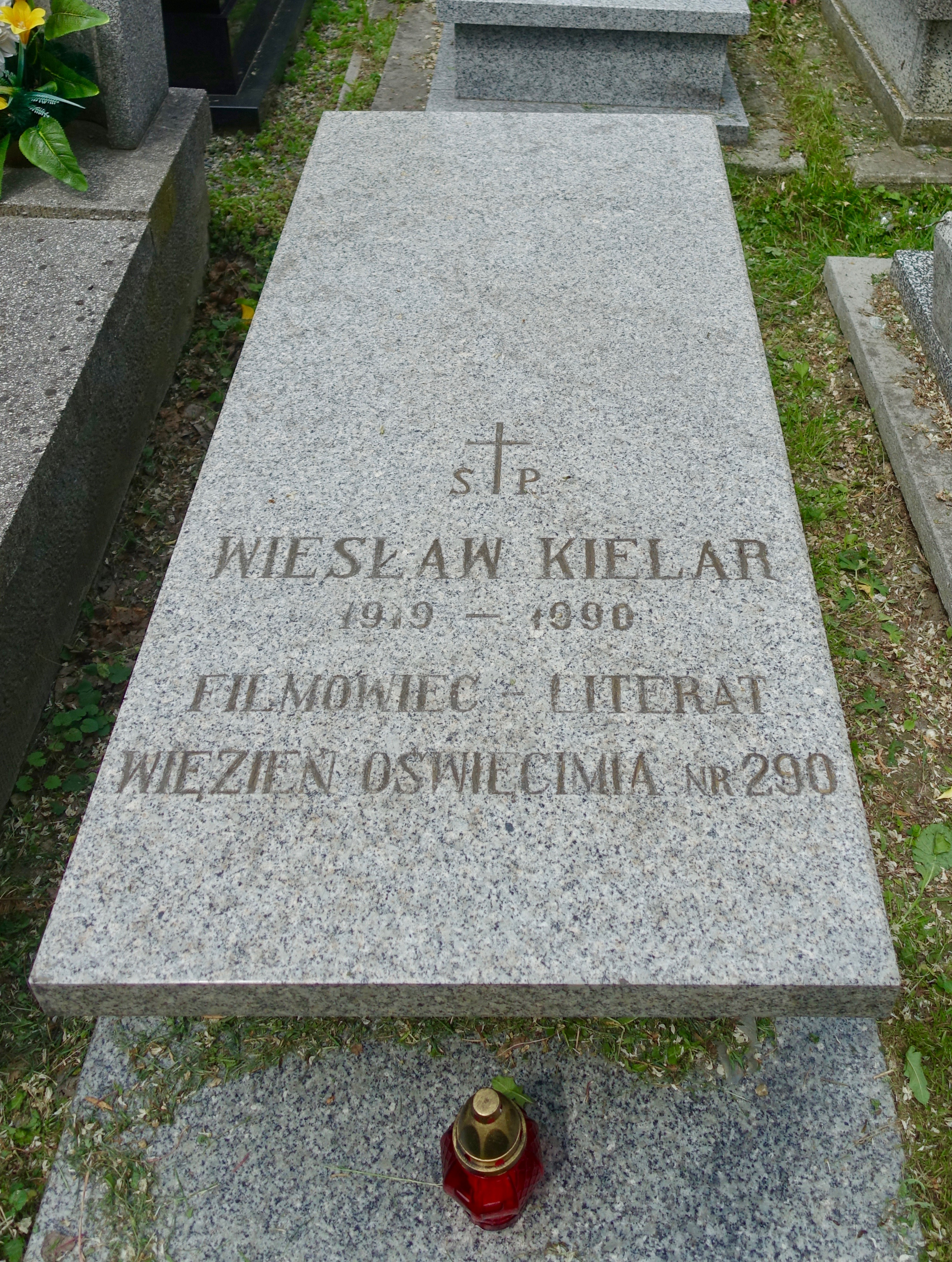
Wiesław Kielar sírja a krakkói Rakowicki temetőben (Prandoty utcai katonai temető), LXXIX. szekció, 11. sor, 2. hely.

Az élet összetettsége és a szélsőségekbe kényszerített emberi magatartás teljesen más viselkedést eredményezett. Az „Anus mundi” latin kifejezéssel 1942-ben Heinz Thilo Hauptsturmführer, egy német SS-orvos, miközben megfigyelte 800 nő elgázosítását a szelekció után, a tábort „a világ végbélnyílásának” nevezte.
Később a szerzőnek a háború előtti időszakról szóló emlékiratai I nasze młode lata címmel jelentek meg. Ez az egyik legérdekesebb beszámoló az 1930-as évek Jarosław mindennapi életéről. A Życie toczy się dalej című könyvben a szerző a háború utáni sorsát írja le, amely nagyon nehéz volt egy egyenes polgár számára, aki soha nem kötött kompromisszumot a kommunista hatóságokkal. Interjúkban hangsúlyozta, hogy gyászát és neheztelését nem ruházza át a korabeli németekre. A nemzetiszocializmus által elkövetett gonoszságok förtelmessége és óriási volta azonban nem engedi, hogy elfelejtsük őket, és azt parancsolja, hogy emlékezzünk rájuk.

## Művei
- Anus mundi[10]
- I nasze młode lata
- Życie toczy się dalej

### Magyarul
- A 290. számú auschwitzi fogoly (Anus mundi) – Kossuth, Budapest, 1978 · ISBN 9630909553 · Fordította: Murányi Beatrix
  - Az auschwitzi halálgyár rémtettei. Egy túlélő vallomásai – Black & White, Nyíregyháza, 2002 · ISBN 963940733X
  - Anus Mundi. Öt év Auschwitzban – Lazi, Szeged, 2017 · ISBN 9789632673424

## Emlékezete
Szülővárosában, Jarosławban 1992-ben róla nevezték el az egyik utcát.
2014 óta ő a védnöke a wrocławi Różanka kerületben található körforgalomnak.

## Fordítás
- Ez a szócikk részben vagy egészben  a   Wiesław Kielar című lengyel Wikipédia-szócikk fordításán alapul.  Az eredeti cikk szerkesztőit annak laptörténete sorolja fel. Ez a jelzés csupán a megfogalmazás eredetét és a szerzői jogokat jelzi, nem szolgál a cikkben szereplő információk forrásmegjelöléseként.